# Victor Emile Fris
Victorius (Victor) Emilius Petrus Marie Fris (Mechelen, 10 januari 1843 - Bad Kissingen, 11 juni 1913) was een Belgisch advocaat, bestuurder en politicus voor de Katholieke Partij.

## Levensloop
Fris was een zoon van de in Mechelen invloedrijke Jean Fris (1808-1871) en van Constance Van Deuren (1817-1901). Hij promoveerde tot doctor in de Rechten (1865) aan de Katholieke Universiteit Leuven. Hij vestigde zich als advocaat in Mechelen en werd bij herhaling stafhouder. Hij trouwde in 1866 met Estelle Conard (1841-1900).
Van 1878 tot 1884 was hij lid van de provincieraad van de provincie Antwerpen. Op 10 juni 1884 werd hij verkozen tot katholiek volksvertegenwoordiger voor het arrondissement Mechelen, een mandaat dat hij vervulde tot in 1900. Toen de toepassing van de evenredige vertegenwoordiging inhield dat de liberalen een zetel zouden winnen ten nadele van de katholieken, liet Fris de voorrang aan de Mechelse burgemeester Edouard De Cocq. Zelf werd hij verkozen tot provinciaal senator, een mandaat dat hij vervulde tot aan zijn dood. 
Hij was voorzitter van de Katholieke Vereniging van het kanton Mechelen en ondervoorzitter van de Katholieke Arrondissementsvereniging. Zijn invloed in het Mechelse was aanzienlijk, ook al speelde hij geen directe rol in het stadsbestuur. De enige concrete taken die hij vervulde waren die van lid van het inspectiecomité van de krankzinnigeninstellingen in het arrondissement Mechelen en van voorzitter van de beheerraad van de technische school in Mechelen.
In het parlement was hij voorstander van een grondwetsherziening, maar tegenstander van de evenredige vertegenwoordiging. Hij was vaak verslaggever voor de begrotingen van spoorwegen, post en telegraaf. Dit bracht er hem toe voorzitter te worden (1889-1913) van de door de regering opgerichte Nationale Maatschappij van Buurtspoorwegen. Onder zijn leiding breidde het buurtsporennet snel uit. Hij was ook geïnteresseerd in de koloniale problematiek. In 1895 werd hij lid van de parlementaire commissie van de XXI, belast met het onderzoek van de overdracht van Congo aan België.
Naast zijn politieke activiteiten was Fris bestuurder van tal van vennootschappen, waarvan er enkele behoorden tot het imperium van Édouard Empain en waarvan hij in een tamelijk groot aantal zitting had tot aan zijn dood. In een stijgend aantal onder hen werd hij voorzitter van de raad van bestuur.
Onder de vele bestuurdersmandaten, die hij voornamelijk in zijn vijftien laatste levensjaren bekleedde, zijn te vermelden:
- voorzitter van Tramways de Lille (1895-1913),
- beheerder Société d'Electricite Thomson-Houston de la Méditerranée (1898-1909),
- voorzitter van de Société Financière de Transports et d'Entreprises Industrielles (Sofina) (1898-1913),
- beheerder van de Société d'Etudes de Chemins de Fer et d'Entreprises Industrielles et Commerciales en Espagne (1899-1905),
- beheerder van de Tramways Provinciaux de Naples (1899-1905),
- beheerder van de Tramways de Bologne (1899-1913),
- ondervoorzitter en voorzitter van de Internationale Bank Brussel (1901-1913),
- beheerder van de Société Générale Belgo-Egyptienne (1901-1903),
- beheerder L'Energie par le Gaz (1901-1905),
- beheerder Compagnie Internationale d'Orient (1901-1911),
- beheerder Société Intercommunale Belge d'Electricité (1902-1903),
- beheerder Tramways Unis de Bucarest (1905-1913),
- beheerder Tramways Florentins (1905-1913),
- voorzitter Compagnie Générale pour l'Industrie Française et Etrangère (1905-1906),
- beheerder Compagnie Hellénique Thomson-Houston (1906),
- voorzitter L'Energie par le Gaz (1906-1908),
- voorzitter Société d'Etudes de Chemins de Fer et d'Entreprises Industrielles et Commerciales en Espagne (1906-1912),
- voorzitter Fabrique Nationale d'Armes de Guerre (1906-1913),
- voorzitter Tramways Provinciaux de Naples (1906-1913),
- beheerder en voorzitter (1907-1908) Tramways de Barcelone (1906-1913),
- voorzitter Tramways de Bologne (1907-1913),
- voorzitter Banque Brugeoise (1907-1911),
- voorzitter Tramways et Electricité de Bilbao (1908-1913),
- beheerder Services Urbains de Gaz et d'Electricité (1908-1913),
- voorzitter Tramways de Buenos-Aires (1908-1913),
- beheerder Compagnie Egyptienne Thomson-Houston (1909-1913),
- beheerder Banque du Congo belge (1909-1913),
- beheerder Tramways de La Spezia (1910-1913),
- voorzitter Société d'Electricité de Rosario (1911-1913),
- beheerder Banque Hypothécaire Transatlantique (1911-1913),
- beheerder Tramways Barcelone-San Andrès (1912-1913),
- beheerder Anglo-Argentine Tramway Co (1912-1913).